# Metil nitrat
Metil nitrat je metil estar azotne kiseline i ima hemijsku formulu CH3NO3. To je bezbojna eksplozivna isparljiva tečnost.
Metil nitrat je takođe i organsko jedinjenje, koje sadrži 1 atom ugljenika i ima molekulsku masu od 77,039 .

## Istorija
Metil nitrat nije dobio veliku pažnju kao eksploziv, ali je kao mešavina koja sadrži 25% metanola korišćen kao raketno gorivo i volumetrijski eksploziv pod imenom Mirol u nacističkoj Nemačkoj tokom Drugog svetskog rata. Ova smeša bi isparavala konstantnom brzinom i tako se njen sastav ne bi menjao tokom vremena. Predstavlja blagu eksplozivnu opasnost (teško ga detonirati) i ne detonira lako udarom.
Prema A. Stettbacheru, supstanca je korišćena kao zapaljiva za vreme požara u Rajhstagu 1933. Garc u jednom nedavnom radu pokazuje da samo metil nitrat sa svojim potencijalom proizvodnje i eksplozije može predstavljati čuvenu i misterioznu „pucajuću vodu“ iz nemački Feuerverkbuch („knjiga o vatrometu“) iz oko 1420. (najstariji tehnički tekst na nemačkom jeziku, napisan rukom u Drezdenu, a kasnije štampan u Augsburgu).

## Sinteza
Može se proizvesti kondenzacijom azotne kiseline i metanola:
CH3OH + HNO3 → CH3NO3 + H2O
Noviji metod koristi metil jodid i srebrni nitrat:
CH3I + AgNO3 → CH3NO3 + AgI
Metil nitrat se može proizvesti u laboratorijskim ili industrijskim razmerama ili destilacijom mešavine metanola i azotne kiseline, ili nitracijom metanola mešavinom sumporne i azotne kiseline. Prvi postupak nije poželjan zbog velike opasnosti od eksplozije koju predstavlja para metil nitrata. Drugi postupak je u suštini identičan onom za pravljenje nitroglicerina. Međutim, proces se obično odvija na nešto višoj temperaturi i mešavina se meša mehanički u industrijskoj skali umesto sa komprimovanim vazduhom.

## Eksplozivna svojstva
Metil nitrat je osetljiv eksploziv. Kada se zapali, gori izuzetno žestoko sivo-plavim plamenom. Metil nitrat je veoma jak eksploziv, poput nitroglicerina, etilen glikol dinitrata i drugih nitratnih estara. Osetljivost metil nitrata na iniciranje detonacijom je među najvećim poznatim, sa čak i kapislom za eksploziju broj jedan, najnižom dostupnom snagom, koja proizvodi skoro punu detonaciju eksploziva.
Uprkos vrhunskim eksplozivnim svojstvima metil nitrata, on nije dobio primenu kao eksploziv uglavnom zbog svoje velike isparljivosti, što sprečava njegovo skladištenje ili bezbedno rukovanje.

## Osobine
| Osobina                  | Vrednost |
| ------------------------ | -------- |
| Broj akceptora vodonika  | 3        |
| Broj donora vodonika     | 0        |
| Broj rotacionih veza     | 1        |
| Particioni koeficijent ( | 2,1      |
| Rastvorljivost (logS, log(mol/L))       | -0,7     |
| Polarna površina (PSA, Å2)  | 55,0     |

## Struktura
Eksperimentalno je proučavana struktura metil nitrata u gasnoj fazi (kombinovana difrakcija gasa i elektrona i mikrotalasna spektroskopija, GED/MW) i u kristalnom stanju (difrakcija rendgenskih zraka, XRD) (videti tabelu 1).
U čvrstom stanju postoje slabe interakcije između O i N atoma različitih molekula (vidi sliku).
|                       |          |          |
|                       | XRD      | GED/MW   |
| C–O                   | 1.451(1) | 1.425(3) |
| N–OC                  | 1.388(1) | 1.403(2) |
| N–Oterminal           | 1.204(1) | 1.205(1) |
| C–O–N                 | 113.3(1) | 113.6(3) |
| Oterminal-N-Oterminal | 128.6(1) | 131.4(4) |

## Karakteristike
Metil nitrat je gustine 1,21 g·cm-3. To je bezbojna tečnost jakog i aromatičnog mirisa, koja brzo izaziva jake glavobolje. Eksplozivan je sa manjom osetljivošću na udar od nitroglicerina i njegovo isparljivostje mnogo veće.
Eksplozivna snaga je slična nitroglicerinu i želatinizuje se sanitrocelulozom, tako da je Alfred Nobel planirao da ga koristi, ali nikada nije tehnički korišćen zbog njegove nestabilnosti. Pare metil nitrata su izuzetno eksplozivne čak i bez pristupa vazduhu. U 19. veku, proizvodnja kao međukorak za sintezu boja dovela je do nekoliko katastrofalnih eksplozija (npr. u Sen Deniju, 1874). U otvorenom kontejneru bez prethodnog isparavanja, metil nitrat tiho gori; kada dođe do paljenja u epruveti,dolazi do eksplozije bez potrebe za detonatorom.
Neki važni parametri eksplozije su sledeći:
- Entalpija eksplozije: 6754 kJ kg-1 (H2O (l)) , 6055 kJ · kg-1 (H2O (g))
- Brzina detonacije: 6300 ms-1 a pri gustini od 1,217 g · cm -3
- Zapremina eksplozivnih gasova: 909 l kg-1
- Specifična energija Težina: 1301 kJ kg-1
- Temperatura deflagracije: brzo isparavanje bez paljenja
- Trauzl test: 61 cm³ / 10 g
- Osetljivost na udar: 0,2 Nm
- Osetljivost na trenje: do 353 N Opterećenje pinova bez ikakve reakcije
- Ispitivanje čelične čaure: Kritični prečnik 18 mm

## Korišćenje
Uprkos vrhunskim svojstvima eksploziva metil nitrata, on nije dobio primenu kao eksploziv uglavnom zbog svoje velike isparljivosti koja sprečava bezbedno skladištenje ili rukovanje njime.
Korišćen je kao raketno gorivo u Nemačkoj tokom Drugog svetskog rata, u mešavini koja je sadržala 25% metanola, nazvanoj „mirol“. Ova smeša isparava konstantnom brzinom tako da se njen sastav ne menja tokom vremena.

## Bezbednost
Osim što je eksploziv, metil nitrat je toksičan i izaziva glavobolje kada se udiše.

## Literatura
- Clayden, Jonathan; Greeves, Nick; Warren, Stuart; Wothers, Peter (2001). Organic Chemistry (I изд.). Oxford University Press. ISBN 978-0-19-850346-0.
- Smith, Michael B.; March, Jerry (2007). Advanced Organic Chemistry: Reactions, Mechanisms, and Structure (6th изд.). New York: Wiley-Interscience. ISBN 0-471-72091-7.
- Katritzky A.R.; Pozharskii A.F. (2000). Handbook of Heterocyclic Chemistry (Second изд.). Academic Press. ISBN 0080429882.